# Rolf-Göran Bengtsson
Rolf-Göran Bengtsson (Lund, 2 de junho de 1962) é um ginete de elite sueco, especialista em saltos, medalhista olímpico. Ela é muito conhecido com a parceira com seu cavalo Casall.

## Carreira
Rolf-Göran Bengtsson representou seu país nos Jogos Olímpicos de 1996, 2004, 2008 e 2012, na qual conquistou a medalha de prata nos saltos por individual em 2008, e prata por equipes em 2004.